# Daniel Bowry
Daniel Robert Bowry (Londres, Inglaterra, Reino Unido, 29 de abril de 1998) es un futbolista británico. Juega como defensa y su equipo actual es el Worthing FC de la National League South de Inglaterra. Nacido en Inglaterra, representa a la selección de fútbol de Antigua y Barbuda a nivel internacional.

## Trayectoria
Después de unirse a Charlton Athletic a la edad de 16 años, Bowry firmó su primer contrato profesional el 22 de abril de 2016.
En abril de 2018, Bowry se unió a Kingstonian cedido hasta el final de la temporada. Hizo su debut con el club en una victoria por 1-0 sobre Wingate & Finchley.
El 27 de julio de 2018, Bowry se unió a Hampton & Richmond Borough en calidad de préstamo hasta el 1 de enero de 2019. El 19 de septiembre de 2018 fue retirado de su préstamo.
El 4 de julio de 2019, Bowry se unió a Cheltenham Town después de ser liberado por Charlton Athletic al final de la temporada 2018-19.
El 18 de octubre, Bowry se unió a Bath City con un préstamo de un mes inicial.
El 5 de marzo de 2021, Bowry se unió al Wealdstone de National League en un préstamo inicial de un mes. Bowry hizo su debut contra Halifax el 6 de marzo de 2021, siendo expulsado en el tiempo de descuento de ese juego

## Selección nacional
El 20 de marzo de 2018, Bowry fue convocado a Antigua y Barbuda para un par de amistosos contra Bermuda y Jamaica. Hizo su debut en una victoria por 3-2 sobre las Bermudas el 21 de marzo de 2018.

## Vida personal
El abuelo paterno de Bowry nació en San Cristóbal y Nieves, mientras que su abuela paterna nació en Antigua, Antigua y Barbuda. Su padre, Bobby Bowry, nació en Inglaterra y también fue futbolista profesional que representó a la selección nacional de San Cristóbal y Nieves.

## Estadísticas

### Clubes
| Club                                  | Season  | Liga                             | Liga     | Liga  | FA Cup   | FA Cup | EFL Cup  | EFL Cup | Otro     | Otro  | Total    | Total |
| Club                                  | Season  | División                         | Partidos | Goles | Partidos | Goles  | Partidos | Goles   | Partidos | Goles | Partidos | Goles |
| ------------------------------------- | ------- | -------------------------------- | -------- | ----- | -------- | ------ | -------- | ------- | -------- | ----- | -------- | ----- |
| Charlton Athletic                     | 2017–18 | League One                       | 0        | 0     | 0        | 0      | 0        | 0       | 0        | 0     | 0        | 0     |
| Charlton Athletic                     | 2018–19 | League One                       | 0        | 0     | 0        | 0      | 0        | 0       | 0        | 0     | 0        | 0     |
| Charlton Athletic                     | Total   | Total                            | 0        | 0     | 0        | 0      | 0        | 0       | 0        | 0     | 0        | 0     |
| Kingstonian (préstamo)                | 2017–18 | Isthmian League Premier Division | 7        | 0     | 0        | 0      | —        | —       | 0        | 0     | 7        | 0     |
| Hampton & Richmond Borough (préstamo) | 2018–19 | National League South            | 5        | 0     | 0        | 0      | —        | —       | 0        | 0     | 5        | 0     |
| Cheltenham Town                       | 2019–20 | League Two                       | 1        | 0     | 0        | 0      | 1        | 0       | 2        | 0     | 4        | 0     |
| Cheltenham Town                       | 2020–21 | League Two                       | 0        | 0     | 0        | 0      | 0        | 0       | 4        | 0     | 4        | 0     |
| Cheltenham Town                       | Total   | Total                            | 1        | 0     | 0        | 0      | 1        | 0       | 6        | 0     | 8        | 0     |
| Bath City (préstamo)                  | 2019–20 | National League South            | 22       | 0     | 0        | 0      | —        | —       | 3        | 0     | 25       | 0     |
| Wealdstone (préstamo)                 | 2020–21 | National League                  | 3        | 0     | 0        | 0      | —        | —       | 0        | 0     | 3        | 0     |
| King's Lynn Town                      | 2021–22 | National League                  | 20       | 0     | 1        | 0      | —        | —       | 1        | 0     | 22       | 0     |
| Total                                 | Total   | Total                            | 58       | 0     | 1        | 0      | 1        | 0       | 10       | 0     | 70       | 0     |

### Selección nacional
| Selección         | Año   | Partidos | Goles |
| ----------------- | ----- | -------- | ----- |
| Antigua y Barbuda | 2018  | 4        | 0     |
| Antigua y Barbuda | 2019  | 4        | 1     |
| Antigua y Barbuda | 2020  | 0        | 0     |
| Antigua y Barbuda | 2021  | 2        | 0     |
| Total             | Total | 10       | 1     |

| N.º | Fecha                   | Sede                                      | Adversario | Gol | Resultado | Competencia                         | Ref.   |
| --- | ----------------------- | ----------------------------------------- | ---------- | --- | --------- | ----------------------------------- | ------ |
| 1   | 18 de noviembre de 2019 | Estadio Ergilio Hato, Willemstad, Curazao | Aruba      | 3–2 | 3–2       | 2019-20 CONCACAF Liga de Naciones B | [ 17 ] |

## Palmarés

### Cheltenham Town
- Campeones de la League Two 2020-21[18]